# 48 Wall Street
El Edificio Bank of New York  -conocido como 48 Wall Street- es un banco histórico ubicado en Nueva York, Nueva York. El Edificio Bank of New York se encuentra inscrito  en el Registro Nacional de Lugares Históricos desde el 28 de agosto de 2003. El antiguo patio de operaciones ha sido modificado para albergar el Museo de las Finanzas Estadounidenses (Museum of American Finance), que se trasladó allí en octubre de 2007. 

## Ubicación
El Edificio Bank of New York se encuentra dentro del condado de Nueva York en las coordenadas 40°42′23″N 74°00′34″O / 40.706389, -74.009444.